# Visarion Aștileanu
Visarion Aștileanu (Cluj, 14 marzo 1914 – Arad, 6 agosto 1984) è stato un presbitero e vescovo ortodosso romeno.
Aștileanu è stato sacerdote uniato (greco-cattolico), segretario del vescovo Iuliu Hossu, prigioniere politico, e poi parroco nella chiesa latina e poi vescovo ortodosso nell'eparchia di Arad.
Aștileanu ha frequentato il liceo "George Bariț" di Cluj (1925-1933), e poi l'Accademia teologica uniate di Cluj (1933-1935), che ha proseguito con gli studi di filosofia e teologia al Pontificio Collegio Urbano di Roma (1935-1942), dove è stato inviato dal vescovo Iuliu Hossu. Ha ottenuto la licenza a Roma nel 1941 e poi il dottorato nel 1942. È stato segretario eparchiale e parroco nella chiesa Bob in Cluj (1942-1949). Tra gli anni 1952-1955 è stato prigioniere politico, in quanto sacerdote greco-cattolico, sotto l'accusa di aver organizzato la resistenza uniate nell'Eparchia di Cluj-Gherla. Dopo la liberazione, per poco tempo ha funzionato in quanto parroco latino, alla chiesa dei Santi Apostoli Pietro e Paolo di Răducăneni, nell'attuale Distretto di Iași. Nel 1958 è passato alla Chiesa ortodossa rumena, dove prestò servizio come ispettore provinciale, poi, dal 1962, come vescovo patriarcale ausiliare. Nel 1973 è stato eletto come vescovo dell'eparchia ortodossa rumena di Arad, che ha governato tra il 1973 e 1984. Il suo passaggio alla Chiesa ortodossa rumena è stato utilizzato dalle autorità come mezzo di rappresaglie contro i sacerdoti greco-cattolici, affinché seguissero il suo esempio. Nel mese di novembre 1958, dopo il "ritorno" di Aștileanu, sono stati arrestati diversi sacerdoti greco-cattolici che lavoravano in clandestinità (a Turdaș, Benic, Crișcior, Beldiu etc.).